# 谷在家站

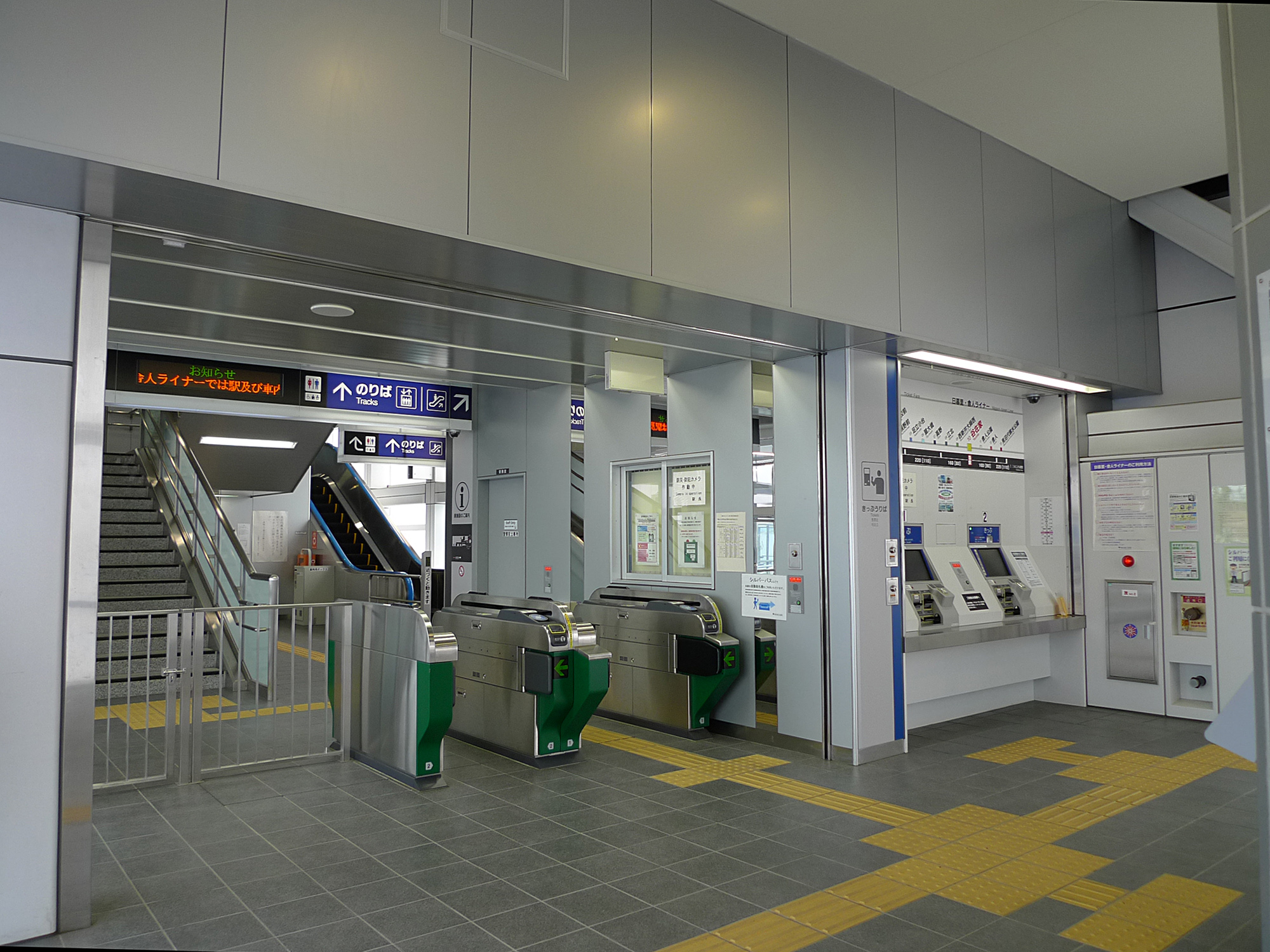
閘口

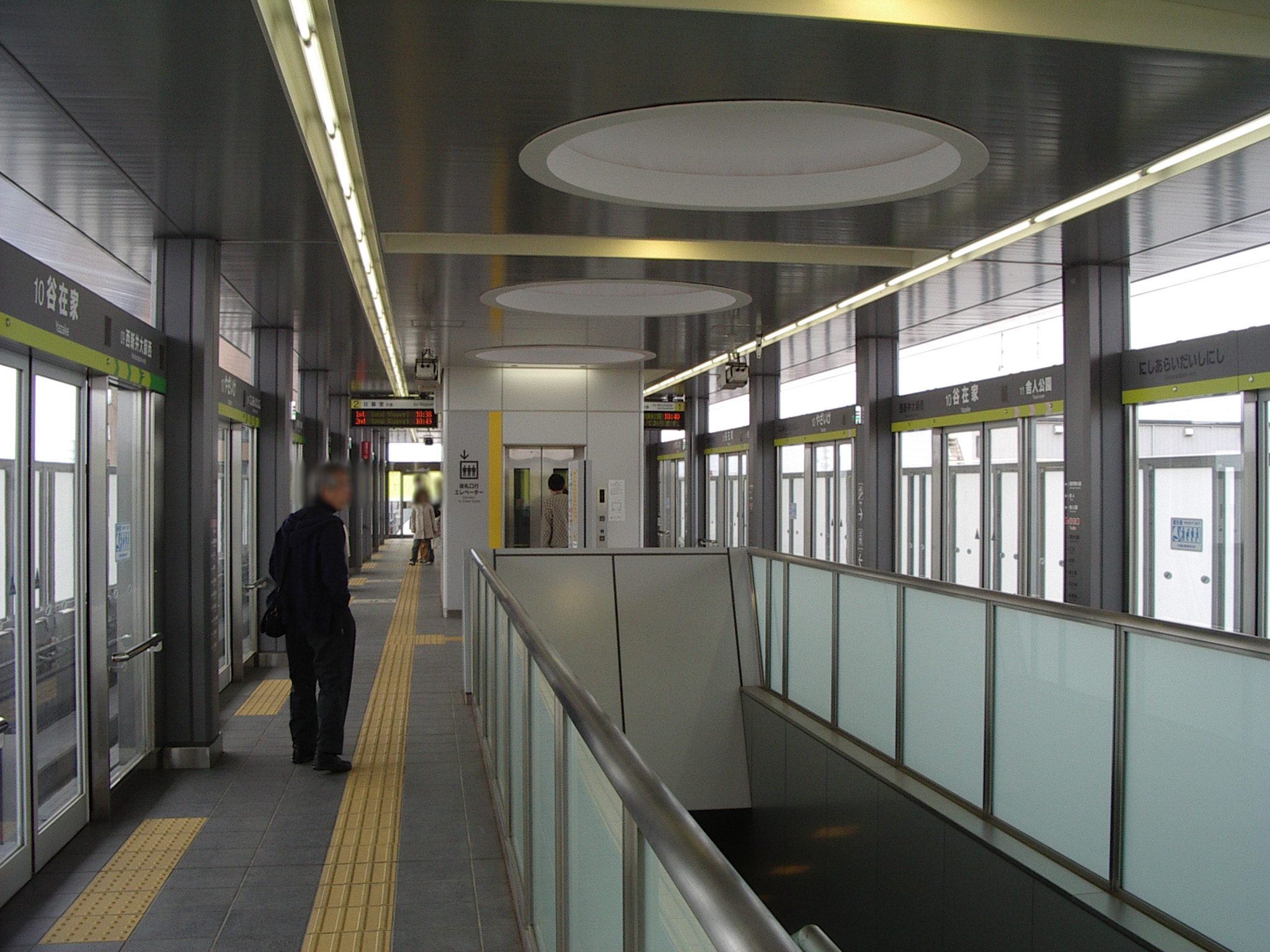
月台

谷在家站（日语：／ Yazaike eki */?）位於日本東京都足立區谷在家三丁目，是東京都交通局日暮里-舍人線的鐵路車站。車站編號是NT 10。與南鄰的西新井大師西站一同成為足立區最西的車站。

## 車站結構
島式月台1面2線高架車站。

### 月台配置
| 月台 | 路線          | 目的地             |
| ---- | ------------- | ------------------ |
| 1    | 日暮里-舍人線 | 見沼代親水公園方向 |
| 2    | 日暮里-舍人線 | 日暮里方向         |

## 歷史
- 2008年（平成20年）3月30日 - 開業。

## 使用情況
2016年度的1日平均上下車人之為9,169人（上車人次：4,643人、下車人次：4,526人）。日暮里-舍人線全部13個車站當中排行第6位。
開業以來的1日平均上下、上車人次推移如下表。
| 年度               | 1日平均 上下車人次 | 1日平均 上車人次 | 來源    |
| ------------------ | ------------------ | ---------------- | ------- |
| 2008年（平成20年） | 5,061              | 2,568            | [ * 1 ] |
| 2009年（平成21年） | 6,172              | 3,125            | [ * 2 ] |
| 2010年（平成22年） | 6,700              | 3,387            | [ * 3 ] |
| 2011年（平成23年） | 6,942              | 3,516            | [ * 4 ] |
| 2012年（平成24年） | 7,100              | 3,598            | [ * 5 ] |
| 2013年（平成25年） | 7,639              | 3,863            | [ * 6 ] |
| 2014年（平成26年） | 8,056              | 4,080            | [ * 7 ] |
| 2015年（平成27年） | 8,636              | 4,373            | [ * 8 ] |
| 2016年（平成28年） | 9,169              | 4,643            |         |

## 相鄰車站
東京都交通局
 日暮里-舍人線
西新井大師西（NT 09）－谷在家（NT 10）－舍人公園（NT 11）

## 外部連結
- 谷在家站（页面存档备份，存于） - 東京都交通局